# 李梓萌
李梓萌（1977年7月11日—），原名李萌，山东菏泽人，出生在辽宁沈阳，中国电视节目主持人。高中毕业于东北育才学校，1996年考入北京广播学院播音系毕业，被分配到中国中央电视台。2000年加入中央电视台的播音组，曾参与栏目《文化报道》、《国际时讯》的主持。中国共产党党员（2003年入党）。2006年6月5日，成为中央电视台新闻联播的主播之一。2007年12月正式成为《新闻联播》节目主播。

## 争议

### 笑场事件
2011年10月15日，央视新闻频道在播出一条《试管婴儿并非适合所有不孕夫妇》，由于导播切错画面，画面上出现主播李梓萌边咳嗽边笑的画面。

### 口误争议
2020年7月25日的《新闻联播》中，主播李梓萌嘴瓢抢词。当康辉说过日期之后，李梓萌抢词“欢迎收看”，让旁边的康辉吓一跳导致播报出现迟钝。